# British Academy Television Awards de 2025
A cerimônia do British Academy Television Awards de 2025 (ou BAFTA TV Awards 2025) será realizada em 11 de maio de 2025 no Royal Festival Hall em Londres, em reconhecimento aos destaques da televisão britânica de 2024. A cerimônia será transmitida pela BBC One.